# أليخاندرو غارسيا (لاعب كرة قدم مواليد 1961)
اليخاندرو غارسيا (بالإسبانية: Alejandro García Barrera)‏ (26 يناير 1961 مونتيري المكسيك - ) هو لاعب كرة قدم مكسيكي يلعب كحارس مرمى.

## مسيرته الكروية
لعب اليخاندرو غارسيا خلال مسيرته الاحترافية مع 4 أندية في خمسة عشر موسمًا ولم يسجل خلالها أي هدف ضمن 171 مباراة. ولم يفز بأي موسم بالكأس وفاز في موسم واحد بالدوري.
خاض اليخاندرو غارسيا مسيرته مع Deportivo Neza ‏ في موسم 1985–86 واستمر معه طيلة ثلاثة مواسم، مشاركًا في 84 مباراة ولم يسجل أي هدف. ثم انتقل إلى نادي أمريكا في موسم 1988–89 ليلعب معه سبعة مواسم، حيث شارك في 59 مباراة ولم يسجل أي هدف أيضًا. لينتقل بعدها إلى أتلاتيكو إيرابواتو في موسم 1994–95 لمدة موسم واحد، لم يشارك في أي مباراة ولم يسجل أي هدف أيضًا. ثم انتقل إلى نادي بويبلا في موسم 1995–96 ليلعب معه أربعة مواسم، مشاركًا في 28 مباراة ولم يسجل أي هدف أيضًا.

## روابط خارجية
- اليخاندرو غارسيا على موقع قاعدة بيانات كرة القدم.إي يو (الإنجليزية)
- اليخاندرو غارسيا على موقع ناشيونال فوتبول تيمز (الإنجليزية)